# Ephemeropsis trentepohlioides
Ephemeropsis trentepohlioides là một loài Rêu trong họ Hookeriaceae. Loài này được (Renner) Sainsbury mô tả khoa học đầu tiên năm 1951.